# Sierra del Cadí

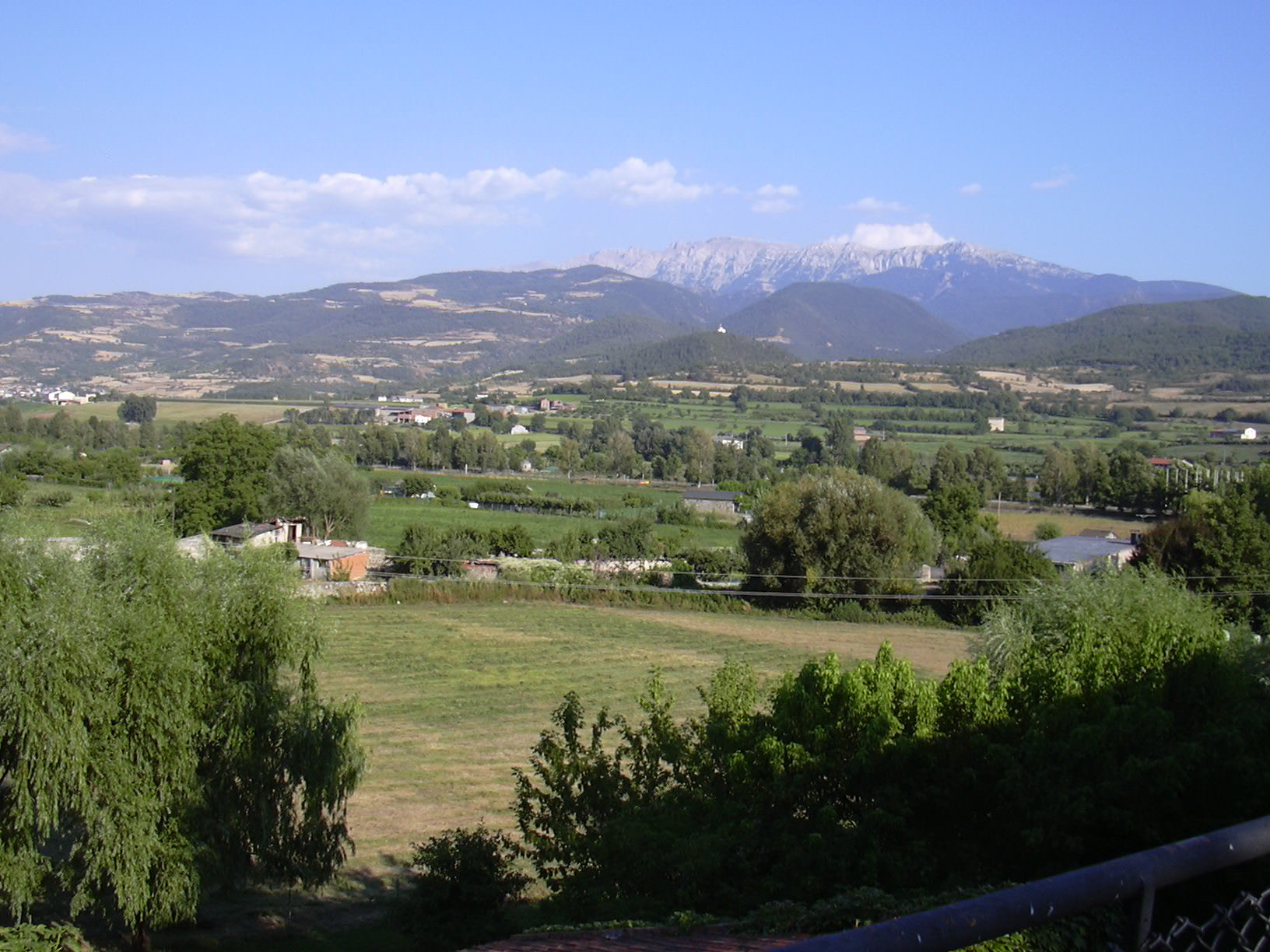
La sierra del Cadí vista desde
la Seo de Urgel.

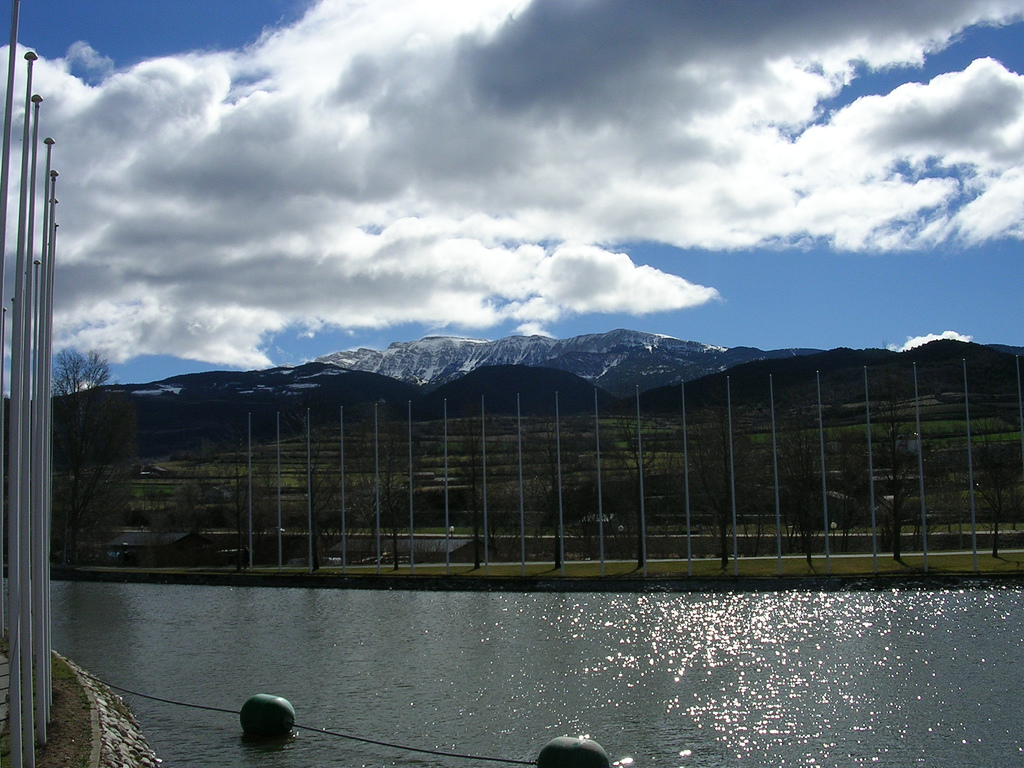
El Cadí al fondo, visto desde el Parque Olímpico del Segre.

La sierra del Cadí o el Cadí es una sierra del Prepirineo situada al norte de las provincias de Lérida y de Gerona, en Cataluña, España. Divide las comarcas del Alto Urgel, la Baja Cerdaña y el Bergadá, que se extiende de oeste a este a lo largo de 22,6 kilómetros, desde el collado de Bancs hasta el collado de Tancalaporta, separa el Valle de Vansa y el del Alto Bergadá del Urgellet y el Baridá, aunque popularmente se extiende el nombre de Cadí hasta el Moixeró, la Tosa d'Alp hasta el Pedraforca.
La totalidad del Cadí forma parte del Parque natural del Cadí-Moixeró, junto con la sierra de Moixeró, el macizo de Pedraforca y gran parte de la Tosa d'Alp y el Puigllançada.
Uno de los puertos y entradas en la sierra es el llamado Portell de Cadí, puerto de montaña en los municipios de Alás Serch y La Vansa Fornóls, en el Alto Urgel.

## Geología
Separa el Prepirineo del Pirineo axial. Las vertientes septentrionales, sobre el Baridá, forman un largo despeñadero de más de 500 metros de altura; la vertiente meridional, por el contrario, es en la parte alta mucho más suave. La integran materiales calizos y margosos depositados durante el mesozoico y el comienzo del cenozoico, o era terciaria; las vertientes septentrionales presentan casi íntegramente materiales de los Lies y el Jurásico, y los picos, calizas eocénicas. El relieve actual se formó durante la era terciaria, consecuencia de la orogenia alpina, y se caracteriza por su estructura estratigráfica plegada, con alineaciones de pliegues orientados rígidamente en dirección OE com buzamiento hacia el sur, y volcados hacia el norte, y por la fuerte huella de la erosión cuaternaria, especialmente la fluvial, que ha dado lugar a profundos valles encajados. 
Además de dividir el Prepirineo y el Pirineo, la Sierra actúa de divisoria de aguas entre la red de valles tributarios del Segre, orientados en dirección SN, en las laderas septentrionales, y los ríos tributarios del Llobregat, en dirección OE. Con todo, debido a la naturaleza caliza del suelo, una gran parte de la circulación de las aguas es subterránea y provoca numerosos fenómenos cársticos.

### Vulcanismo
La sierra del Cadí es considerada como una de las 4 cuencas y calderas volcánicas que comprende los Pirineos catalanes. 

### Altitud y cumbres
Su altitud llega a sobrepasar en algunos lugares los 2600 m; destacan las cumbres de Vulturó (2648,6 m), el Pujolar de Roca Grossa (2611,1 m), el Costa Cabirolera (2604,4 m), el el Salt del Sastre (2591,5 m), el Puig de la Canal del Cristall (2583,0 m), el Puig del Quer (2567,6 m) y el Torreta de Cadí (2562,1 m).

## Clima y vegetación
El clima se caracteriza por un régimen de temperaturas bajas durante todo el año y una notable pluviosidad (más de 1200 mm anuales); una gran parte de las precipitaciones son de nieve, y en las cimas el período de innivación se alarga de octubre a mayo (no siendo descartables las nevadas ningún mes). 
En cuanto a la temperatura, en torno a los 2400 m, la media anual está entre 1 °C - 2 °C, distribuidas en -7 °C - 8 °C en invierno y 11 °C - 12 °C en verano.
La vegetación natural es muy abundante: bosques de pino rojo y bosques residuales de robles (a Saldes) en los sectores más bajos, masas de pino negro hasta 2000-2100 m de altitud y prados de montaña por encima; los rodales de abetos  y hayas se presentan en sectores más húmedos.

## Población y comunicaciones
La población, que llega hasta altitudes considerables (Estana, 1483 m, Lletó, 1479 m, Josa del Cadí, 1431 m), es escasa. La economía se basa en la explotación de la vegetación, sea forestal o ganadera. El conjunto de la Sierra es un obstáculo para las comunicaciones; únicamente puede ser franqueada por el puerto del Pendís (1820 m), que ya enlaza con el Moixeró y es más bajo (hay puertos que sobrepasan los 2400 m: paso de los Gosolans, Tancalaporta).
Desde el 1984, el túnel del Cadí, que horada el Moixeró, enlaza la Baja Cerdaña con el valle del Llobregat. Los castillos de época románica (como los de Saldes, Gósol, Josa de Cadí, Víllec) y las iglesias de los mismos pueblos o los santuarios del Gresolet, de Bastanist y de Boscalt testimonian una densidad de población medieval comparable a la de hoy. En los acantilados del Cadí han sido practicadas escaladas de gran dificultad, especialmente en la roca Verde (1959) y la roca del Ordiguer (1965). El refugio libre instalado en prado de Aguiló y otras construcciones posteriores han hecho más accesibles los variados itinerarios de este macizo.

### Cimas del macízo
Se recogen las principales cumbres del macizo, obtenidas del Mapa Topogràfic de Catalunya.
- Vulturó: 2648,6 m
- Pujolar de Roca Grossa: 2611,1 m
- Costa Cabirolera: 2604,4 m
- Salt del Sastre: 2591,5 m
- Puig de la Canal del Cristall: 2583,0 m
- Puig del Quer: 2567,6 m
- Torreta de Cadí: 2562,1 m
- Comabona: 2548,2 m
- Aguiló: 2486,6 m
- Roca Grossa: 2474,8 m
- Puig Terrers: 2465,7 m
- Pic del Cabirol: 2456,5 m
- Roc de la Trona: 2454,5 m
- Roca del Viladre: 2452,4 m
- Cap de la Costa Verda: 2436,0 m
- Roca Plana: 2432,8 m
- Roca Verda: 2399,5 m
- Roca del Mig: 2388,9 m
- Portell de Cadí: 2388,3 m
- Roca del Gònec: 2382,7 m
- Roca de la Balma: 2382,3 m
- Cap de la Fesa: 2382,1 m
- Roca de l'Ordiguer: 2346,3 m
- Roca Dreta: 2343,1 m
- Roc del Llamp: 2328,5 m
- Roca Roja: 2157,2 m